# Surfing on Sine Waves
 (septembre 2007).
Si vous disposez d'ouvrages ou d'articles de référence ou si vous connaissez des sites web de qualité traitant du thème abordé ici, merci de compléter l'article en donnant les références utiles à sa vérifiabilité et en les liant à la section « Notes et références ».
Albums de Polygon Window
(Richard D. James)
Quoth
(single)
(1993)
Surfing on Sine Waves est un album studio de musique électronique de Polygon Window, un pseudonyme du musicien Richard D. James, plus connu sous son autre pseudonyme d'Aphex Twin. Sorti le 11 janvier 1993 sur le label Warp Records (la première édition de James sous ce label), il est le deuxième album de la série Artificial Intelligence. Sa sortie fut accompagnée d'un single, Quoth.
En 2017, le webzine Pitchfork classe l'album à la vingt-sixième place des cinquante meilleurs albums d'IDM de tous les temps.

## Détails
Après avoir entendu les publications de James sous le nom d'Aphex Twin sur le label belge R&S Records, Warp le contacta et lui offrit un contrat d'enregistrement ainsi que l'opportunité de montrer sa collection de synthétiseurs modifiés. Il continuera par la suite à sortir des enregistrements chez Warp, mais sous son alias d'Aphex Twin.
L'album est une collection de morceaux électroniques principalement instrumentaux (quelques samples vocaux sont présents, l'un d'eux provenant du musical La Mélodie du bonheur).
Surfing on Sine Waves fut réédité en 2000 par Warp pour fêter l'ouverture de la division américaine du label (auparavant, les disques de Warp étaient distribués aux États-Unis par Sire Records et Nothing Records). Cette réédition inclut deux pistes supplémentaires qui furent enregistrées en même temps que le reste de l'album, mais pas incluses.
Une version alternative de « Polygon Window », créditée sous l'alias « The Dice Man », est incluse dans le premier album de la série Artificial Intelligence, la compilation Artificial Intelligence.
Lors de la sortie de Ultravisitor de Squarepusher, un single promotionnel intitulé Square Window fut offert à toutes les personnes ayant précommandé l'album lors de sa vente en ligne. Le titre et la pochette de ce single sont une sorte de parodie de Polygon Window (Richard D. James et Tom Jenkinson, le vrai nom de Squarepusher, se connaissent et sont amis).

## Liste des morceaux
| Edition originale de 1993 | Edition originale de 1993 | Edition originale de 1993 | Edition originale de 1993 | Edition originale de 1993 | Edition originale de 1993 | Edition originale de 1993 | Edition originale de 1993 | Edition originale de 1993 | Edition originale de 1993 |
| No                        | Titre                     | Durée                     |                           |                           |                           |                           |                           |                           |                           |
| ------------------------- | ------------------------- | ------------------------- | ------------------------- | ------------------------- | ------------------------- | ------------------------- | ------------------------- | ------------------------- | ------------------------- |
| 1.                        | Polygon Window            | 5:24                      |                           |                           |                           |                           |                           |                           |                           |
| 2.                        | Audax Powder              | 4:36                      |                           |                           |                           |                           |                           |                           |                           |
| 3.                        | Quoth                     | 5:34                      |                           |                           |                           |                           |                           |                           |                           |
| 4.                        | If It Really Is Me        | 7:01                      |                           |                           |                           |                           |                           |                           |                           |
| 5.                        | Supremacy II              | 4:04                      |                           |                           |                           |                           |                           |                           |                           |
| 6.                        | UT1 – dot                 | 5:17                      |                           |                           |                           |                           |                           |                           |                           |
| 7.                        | (untitled)                | 6:24                      |                           |                           |                           |                           |                           |                           |                           |
| 8.                        | Quixote                   | 6:00                      |                           |                           |                           |                           |                           |                           |                           |
| 9.                        | Quino – phec              | 4:42                      |                           |                           |                           |                           |                           |                           |                           |
| 49:02                     |                           |                           |                           |                           |                           |                           |                           |                           |                           |

| Titres bonus de l'édition japonaise de 1994 | Titres bonus de l'édition japonaise de 1994 | Titres bonus de l'édition japonaise de 1994 | Titres bonus de l'édition japonaise de 1994 | Titres bonus de l'édition japonaise de 1994 | Titres bonus de l'édition japonaise de 1994 | Titres bonus de l'édition japonaise de 1994 | Titres bonus de l'édition japonaise de 1994 | Titres bonus de l'édition japonaise de 1994 | Titres bonus de l'édition japonaise de 1994 |
| No                                          | Titre                                       | Durée                                       |                                             |                                             |                                             |                                             |                                             |                                             |                                             |
| ------------------------------------------- | ------------------------------------------- | ------------------------------------------- | ------------------------------------------- | ------------------------------------------- | ------------------------------------------- | ------------------------------------------- | ------------------------------------------- | ------------------------------------------- | ------------------------------------------- |
| 10.                                         | Bike Pump Meets Bucket                      | 5:58                                        |                                             |                                             |                                             |                                             |                                             |                                             |                                             |
| 11.                                         | Iketa                                       | 4:31                                        |                                             |                                             |                                             |                                             |                                             |                                             |                                             |
| 12.                                         | Quoth (Wooden Thump Mix)                    | 7:57                                        |                                             |                                             |                                             |                                             |                                             |                                             |                                             |
| 68:05                                       |                                             |                                             |                                             |                                             |                                             |                                             |                                             |                                             |                                             |

| Réédition de 2000 | Réédition de 2000  | Réédition de 2000 | Réédition de 2000 | Réédition de 2000 | Réédition de 2000 | Réédition de 2000 | Réédition de 2000 | Réédition de 2000 | Réédition de 2000 |
| No                | Titre              | Durée             |                   |                   |                   |                   |                   |                   |                   |
| ----------------- | ------------------ | ----------------- | ----------------- | ----------------- | ----------------- | ----------------- | ----------------- | ----------------- | ----------------- |
| 1.                | Polygon Window     | 5:24              |                   |                   |                   |                   |                   |                   |                   |
| 2.                | Audax Powder       | 4:36              |                   |                   |                   |                   |                   |                   |                   |
| 3.                | Quoth              | 5:34              |                   |                   |                   |                   |                   |                   |                   |
| 4.                | If It Really Is Me | 7:01              |                   |                   |                   |                   |                   |                   |                   |
| 5.                | Supremacy II       | 4:04              |                   |                   |                   |                   |                   |                   |                   |
| 6.                | UT1 – dot          | 5:17              |                   |                   |                   |                   |                   |                   |                   |
| 7.                | (untitled)         | 6:24              |                   |                   |                   |                   |                   |                   |                   |
| 8.                | Quixote            | 6:00              |                   |                   |                   |                   |                   |                   |                   |
| 9.                | Portreath Harbour  | 4:44              |                   |                   |                   |                   |                   |                   |                   |
| 10.               | Redruth School     | 2:43              |                   |                   |                   |                   |                   |                   |                   |
| 11.               | Quino – phec       | 4:42              |                   |                   |                   |                   |                   |                   |                   |
| 56:58             |                    |                   |                   |                   |                   |                   |                   |                   |                   |

| Titre bonus de la réédition de 2017 | Titre bonus de la réédition de 2017 | Titre bonus de la réédition de 2017 | Titre bonus de la réédition de 2017 | Titre bonus de la réédition de 2017 | Titre bonus de la réédition de 2017 | Titre bonus de la réédition de 2017 | Titre bonus de la réédition de 2017 | Titre bonus de la réédition de 2017 | Titre bonus de la réédition de 2017 |
| No                                  | Titre                               | Durée                               |                                     |                                     |                                     |                                     |                                     |                                     |                                     |
| ----------------------------------- | ----------------------------------- | ----------------------------------- | ----------------------------------- | ----------------------------------- | ----------------------------------- | ----------------------------------- | ----------------------------------- | ----------------------------------- | ----------------------------------- |
| 12.                                 | Clissold 101[dat28 otari] 48k       | 5:43                                |                                     |                                     |                                     |                                     |                                     |                                     |                                     |
| 62:34                               |                                     |                                     |                                     |                                     |                                     |                                     |                                     |                                     |                                     |